# Raúl Vicente Amarilla
Raúl Vicente Amarilla (sinh ngày 19 tháng 7 năm 1960) là một cầu thủ bóng đá người Paraguay.

## Sự nghiệp câu lạc bộ
Raúl Vicente Amarilla đã từng chơi cho Yokohama Flügels.

## Thống kê câu lạc bộ

### J.League
| Đội              | Năm       | J.League | J.League | J.League Cup | J.League Cup | Tổng cộng | Tổng cộng |
| Đội              | Năm       | Trận     | Bàn      | Trận         | Bàn          | Trận      | Bàn       |
| ---------------- | --------- | -------- | -------- | ------------ | ------------ | --------- | --------- |
| Yokohama Flügels | 1993      | 7        | 3        | 4            | 0            | 11        | 3         |
| Yokohama Flügels | 1994      | 19       | 12       | 0            | 0            | 19        | 12        |
| Tổng cộng        | Tổng cộng | 26       | 15       | 4            | 0            | 30        | 15        |